# コインロッカーベイビー (MARETUのアルバム)
コインロッカーベイビーは、ボカロPのMARETUの1枚目のフルアルバム。2016年3月2日に発売された。

## 概要
MARETUのブレイクのきっかけとなった代表曲でありタイトル曲「コインロッカーベイビー」をはじめ、「脳内革命ガール 2016 Ver.」、ニコニコ動画VOCALOIDカテゴリーのデイリーランキングで1位を獲得した「スヂ」他全15曲が収録されている。
先行購入者特典として、アニメイトではオリジナルクリアファイル、タワーレコードでは未発表音源CD、ヴィレッジヴァンガードではロゴ缶バッジが封入されている。さらにmuevoクラウドファンディング限定特典として、描き下ろしオリジナル壁紙、VOCALOID未発表楽曲一曲、MARETU直筆サイン入りピック(777枚)が封入されていた（現在は終了）。アルバムには16ページカラーブックレットが封入。

## 収録曲
1. 最終日
2. コインロッカーベイビー - 表題曲。終盤のSEがカットされている
3. 渇き
4. スヂ
5. 惨場
6. 少女ケシゴム
7. スクラマイズ
8. うまれるまえは
9. パケットヒーロー
10. 錯乱
11. ミセエネン
12. うみたがり
13. マインドブランド
14. 脳内革命ガール2016 Ver. - 「脳内革命ガール」のリアレンジVer.
15. ラショナルタイム